# Civitella Roveto
Civitella Roveto ist eine italienische Gemeinde (comune) mit 3010 Einwohnern (Stand 31. Dezember 2023) in der Provinz L’Aquila in den Abruzzen. Die Gemeinde liegt etwa 49 Kilometer südlich von L’Aquila am Liri und ist Teil der Comunità montana Valle Roveto. Civitella Roveto grenzt unmittelbar an die Provinz Frosinone.

## Geschichte
1061 wurde der Ort erstmals urkundlich erwähnt. Im Jahr 1915 wurde die Gemeinde durch das Erdbeben von Avezzano erheblich zerstört.

## Verkehr
Durch die Gemeinde führt die Strada Statale 690 Avezzano-Sora von nördlich Avezzano nach Sora. Im Hauptort befindet sich seit 1902 der Bahnhof an der Bahnstrecke Avezzano nach Roccasecca.